# Stooberbach
Der Stooberbach (ungarisch: „Csáva-patak“), dessen Name sich auf den an seinem Mittellauf gelegenen Ort Stoob bezieht, ist ein Bach im Bezirk Oberpullendorf im Burgenland, der nach etwa südöstlichem Lauf im Ortsteil Strebersdorf der Gemeinde Lutzmannsburg von links der Rabnitz (ungarisch: Répce) zufließt.

## Verlauf
Der Stooberbach entsteht am Südrand von Weppersdorf aus dem Zusammenfluss des linken Sieggrabenbachs und des rechten Schwarzenbachs auf etwa 297 m ü. A. Der vereinte Bach fließt in etwa südöstlicher Richtung und vorbei an Markt St. Martin, durch Neutal, Stoob, Oberpullendorf und Mitterpullendorf und an Unterpullendorf vorbei. Nachdem er zwischen den Orten Kleinmutschen rechtsseits und Großmutschen linksseits hindurchgeflossen ist, wendet er sich beim rechts liegenden Frankenau für ein kurzes letztes Laufstück nach Osten und mündet dann gleich bei Strebersdorf von links und auf etwa 203 m ü. A. in die Rabnitz; diese tritt wenig abwärts nach Ungarn über und mündet dort in die Moson-Donau (ungarisch: Mosoni Duna) ein. Das Tal, durch das der Bach fließt, wird als Stooberbachtal bezeichnet.

## Biberbestand
Seit den 2010er-Jahren gibt es am Stooberbach wieder Biberansiedlungen. Zum Teil findet die Ausbreitung auch in dessen Zubringerbäche statt. Beispielsweise gibt es Biberaktivitäten im Sieggrabenbach und im Raidingbach. Der Biberbestand im Bezirk Oberpullendorf geht auf ein Wiederansiedlungsprojekt im ungarischen Hanság-Nationalpark in den 1990er-Jahren zurück. In diesem Gebiet, südlich des Neusiedler Sees, wurden Biber ausgesetzt. Von dort wanderten Tiere ins Burgenland ein. Da die rege Bautätigkeit der Nager auch zu Konflikten Anlass gibt, etwa im Zusammenhang mit dem Hochwasserschutz, besteht seit 2015 im Burgenland ein Bibermanagement, das die Probleme zu entschärfen versucht.

## Galerie

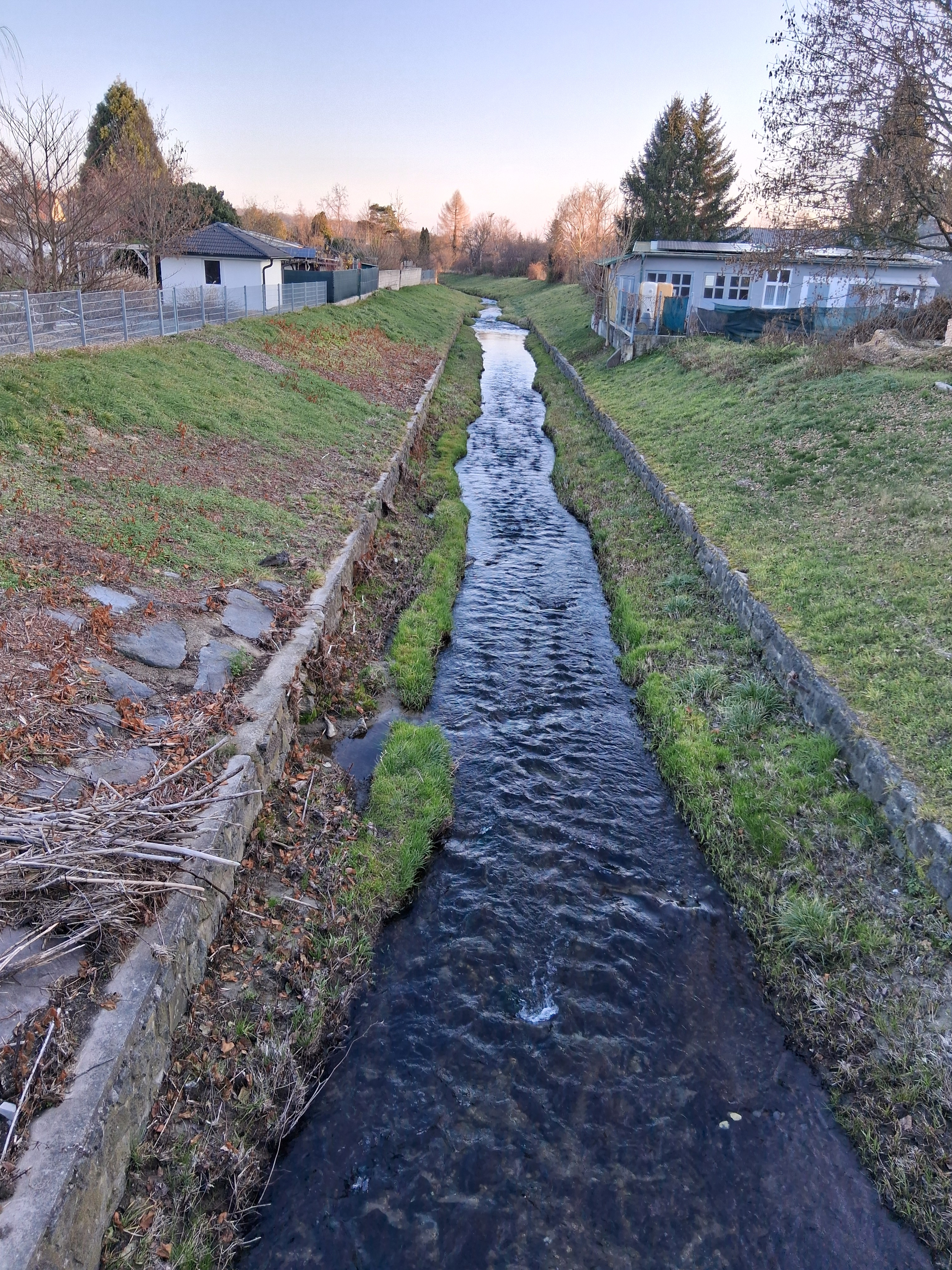
Standort: Stoob, Höhe alte Tonwarenfabrik. Ursprüngliche Regulierung und im Bachbett jüngere Maßnahmen
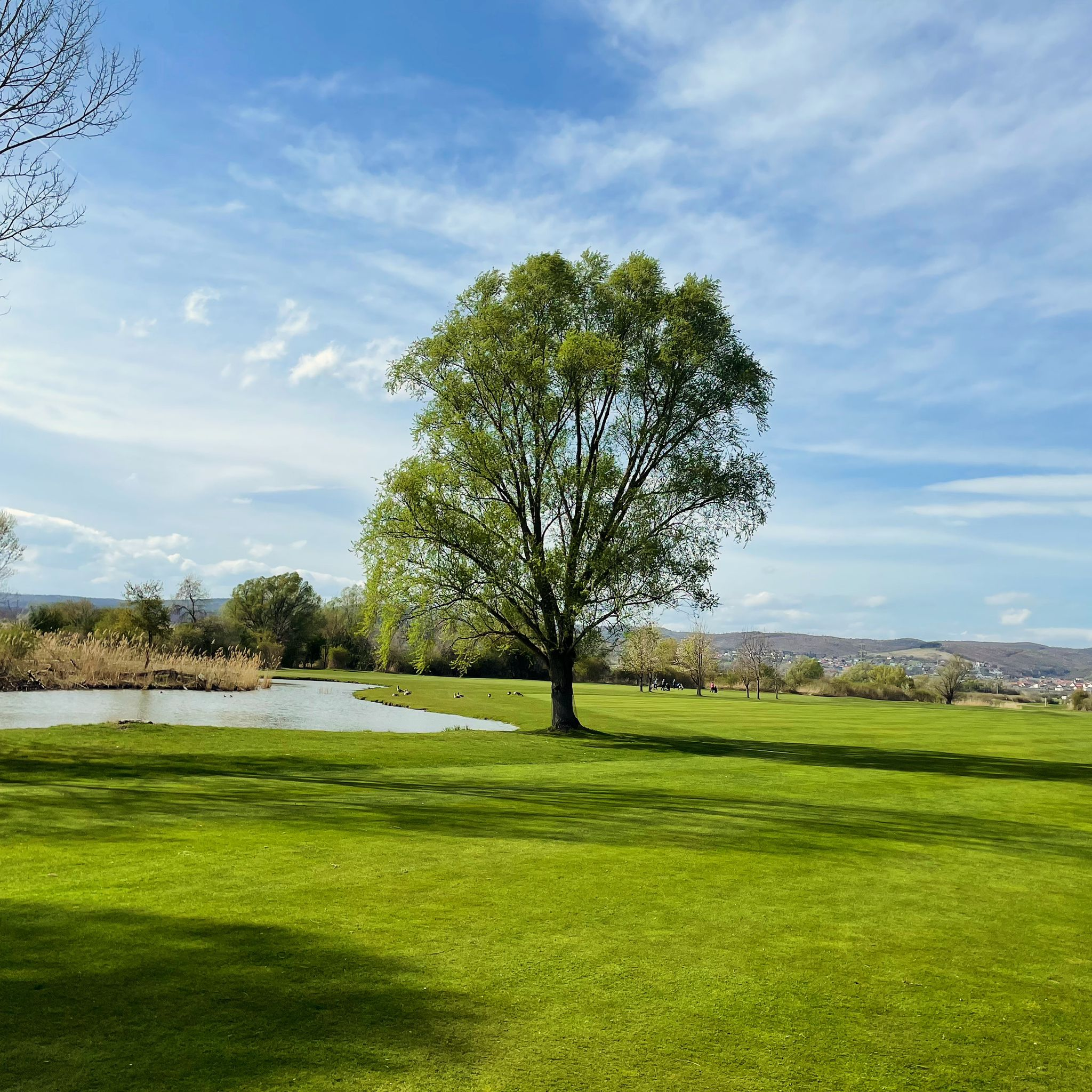
Rückstaubecken in Stoob. Detail beim Teich
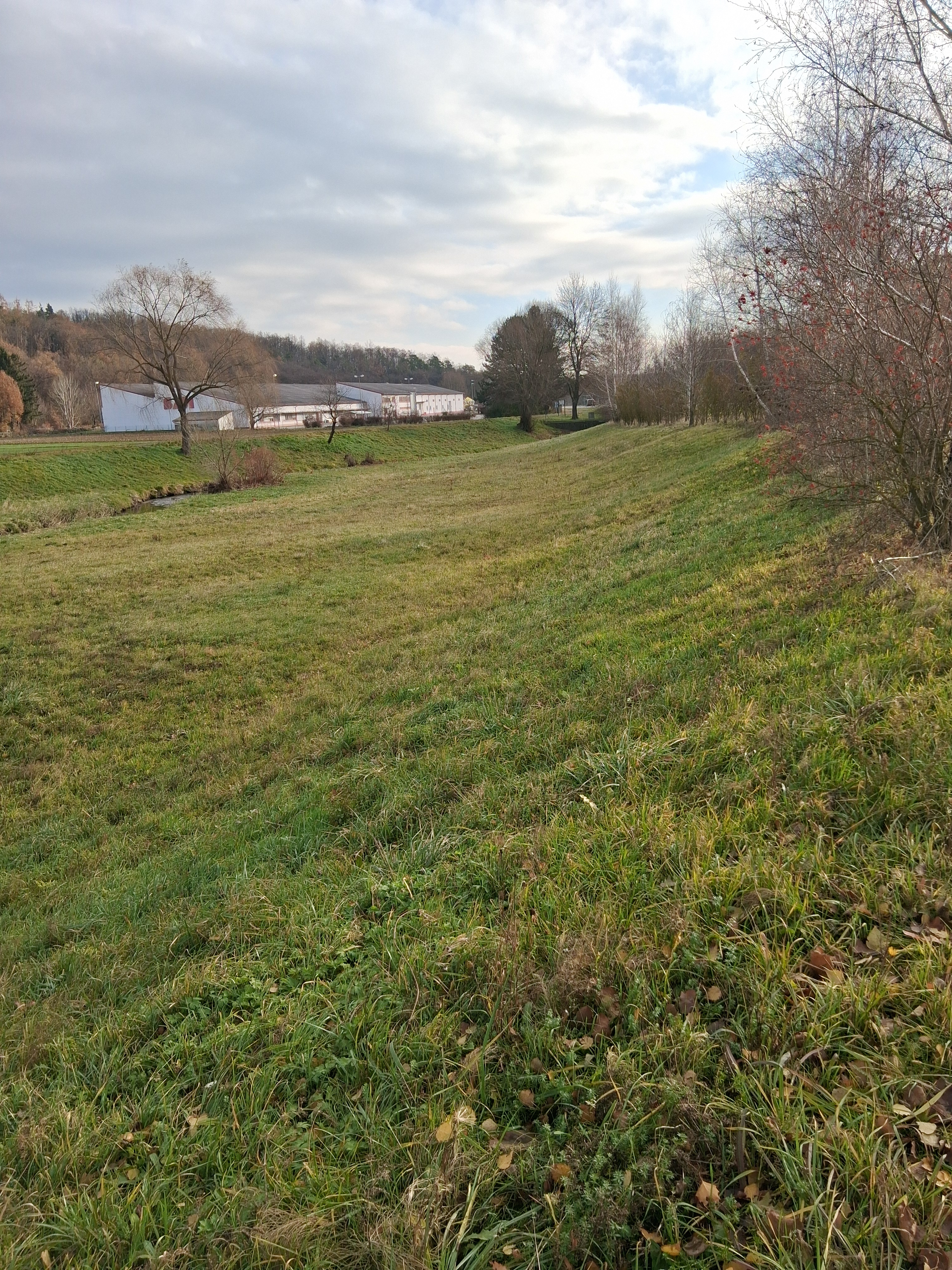
Schwemmland mit Senke für den Stooberbach in Neutal-Süd
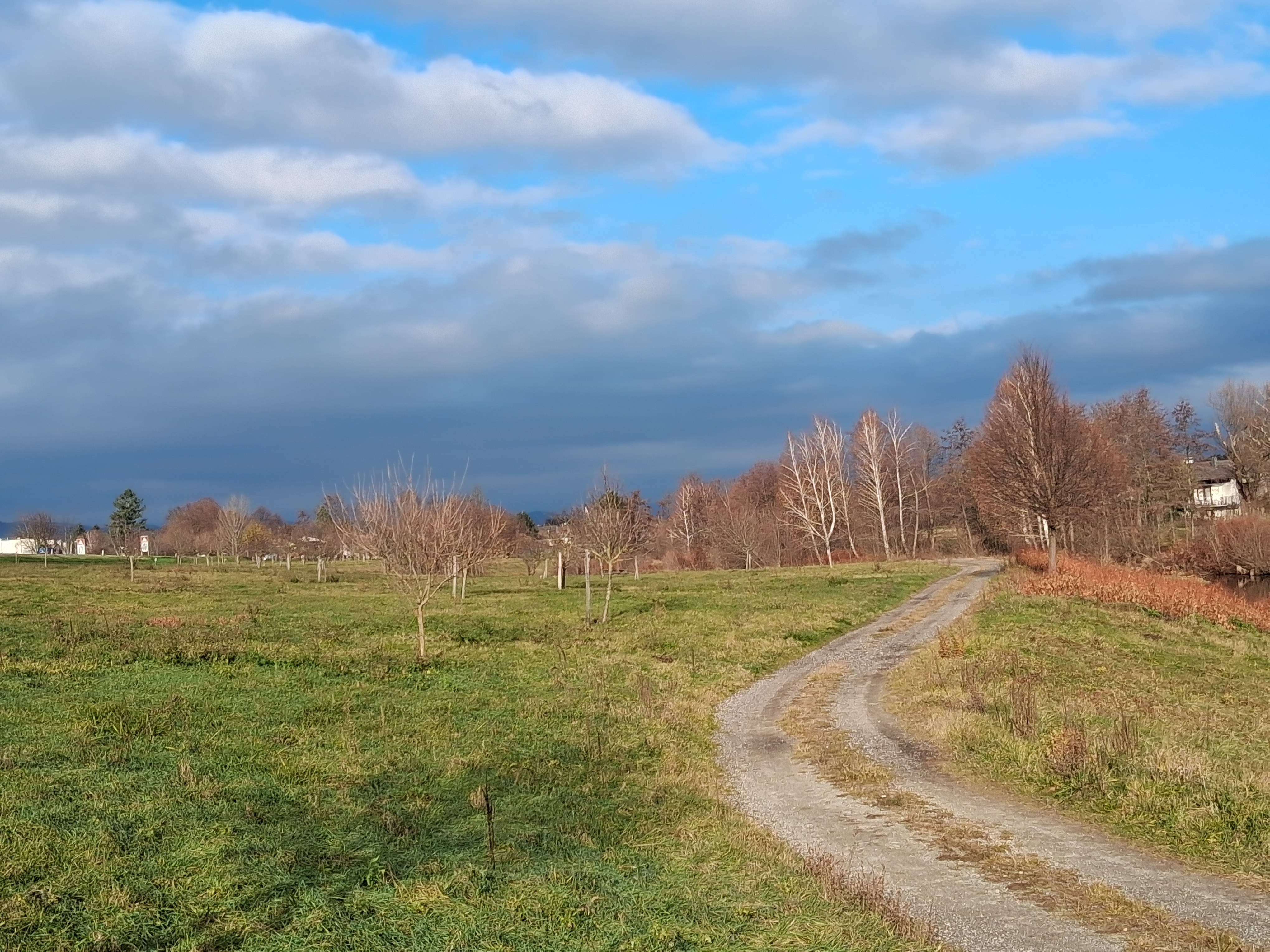
Baumlehrpfad und Schwemmland in Neutal – Blick flussaufwärts
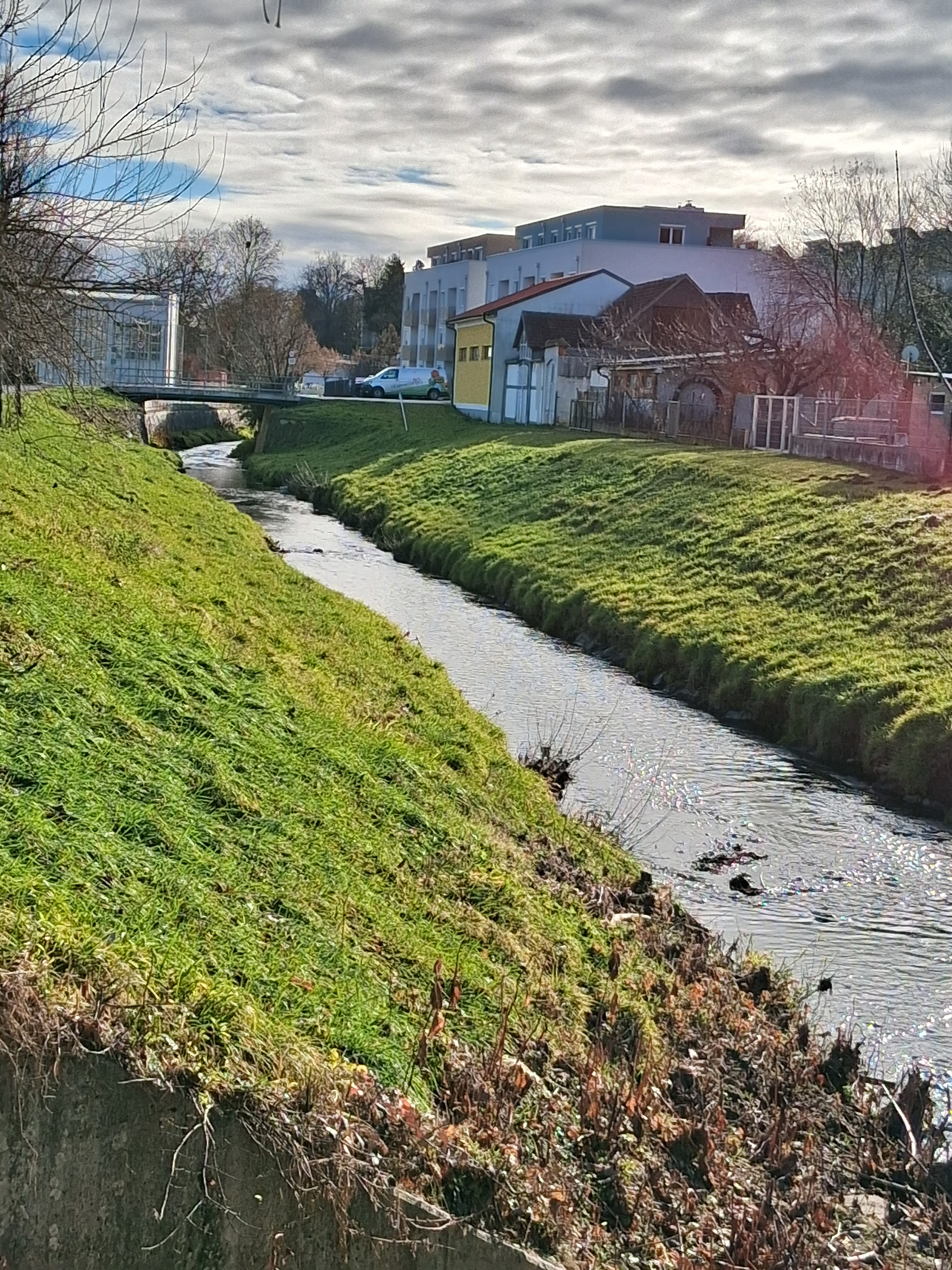
Stooberbach an der Ortsgrenze Stoob-Süd flussabwärts Richtung Schulanlagen Oberpullendorf